# 熱海市立第一小学校
熱海市立第一小学校（あたみしりつ だいいちしょうがっこう）は、静岡県熱海市西山町にある公立小学校。

## 沿革
- 1873年（明治6年）3月 - 足柄県伊豆国賀茂郡熱海村字新横町の民家に「熱海学校」を設置する[1][2]。
- 1877年（明治10年）9月 - 御殿地跡に校舎を新築[1][2]。
- 1879年（明治12年）5月 - 清水田に移転[1][2]。
- 1886年（明治19年）10月 - 「熱海尋常小学校」と改称する[1]。
- 1892年（明治25年）7月 - 「熱海町立熱海尋常小学校」と改称する[1]。
- 1913年（大正2年）1月29日 - 熱海町字比良112番地に校舎を新築[1][2]。
- 1937年（昭和12年）4月 - 熱海町と多賀村の合併による「熱海市」発足に伴い、「熱海市立熱海尋常小学校」に改称する[1]。
- 1941年（昭和16年）4月 - 「熱海市熱海国民学校」と改称する[1]。
- 1947年（昭和22年）4月 - 「熱海市立第一小学校」と改称する[1]。
- 1948年（昭和23年）4月 - 第二小学校を分離する[1][3]。
- 1953年（昭和28年）4月 - 伊豆山小学校を分離する[1][3]。
- 1954年（昭和29年）2月 - 熱海市西山字立石578番地5号で新校舎建築開始[1]。
- 1956年（昭和31年）3月 - 西山新校舎へ移転[1]。
- 1956年（昭和31年）4月 - 桃山小学校を分離する[1]。
- 1961年（昭和36年）3月 - 校歌（土岐善麿作詞・海沼実作曲）制定[1]。
- 1972年（昭和47年）4月 - 初島小中学校を分離する[1]。
- 1993年（平成5年） - 新校舎完成[4]。
- 2013年（平成25年）9月 - 創立140周年運動会[1]。